# بيتر بويل (لاعب كرة قدم)
بيتر بويل (بالإنجليزية: Peter Boyle)‏ (24 مارس 1951 بغلاسكو في المملكة المتحدة - 18 يناير 2013 في أستراليا) هو لاعب كرة قدم أسترالي في مركز الهجوم. شارك مع منتخب أستراليا لكرة القدم. أما مع النوادي، فقد لعب مع نادي كلايد وGreen Gully SC ‏ ووست أديلايد ‏ وPreston Lions FC ‏ وManningham United Blues FC ‏.

## وصلات خارجية
- بيتر بويل على موقع قاعدة بيانات كرة القدم.إي يو (الإنجليزية)
- بيتر بويل على موقع قاعدة بيانات كرة القدم.إي يو (الإنجليزية)
- بيتر بويل على موقع ناشيونال فوتبول تيمز (الإنجليزية)